# تشا كوانغ سو
تشا كوانغ سو (بالإنجليزية: Cha Kwang-su) (من مواليد 25 فبراير 1979) هو مصارع يوناني روماني كوري شمالي الذي تنافس في فئة وزن الريشة للرجال. فاز بميدالية برونزية في دورة الألعاب الآسيوية 2006 في الدوحة، قطر. أضاف تشا ثلاث ميداليات أخرى (ذهبية وفضيتين) إلى مجموعته من بطولة المصارعة الآسيوية.
ومثل تشا كوريا الشمالية في دورة الألعاب الأولمبية الصيفية 2008 في بكين حيث تنافس في فئة 55 كيلوغرام للرجال وحصل على إعفاء من اللعب في الدور التمهيدي وتأهل مباشرة إلى الدور الثمن النهائي قبل أن يخسر أمام ياجنير هيرنانديز الكوبي الذي تمكن من تسجيل تسع نقاط في فترتين متتاليتين تاركين تشا بنقطة واحدة.